# Malakatyne-Tas
Le Malakatyne-Tas (en russe : Малакатын-Тас) est un mont situé sur l'île Kotelny, une île appartenant au groupe des îles de Nouvelle-Sibérie, au nord de la Iakoutie, en Russie. Le mont culmine à 361 m et est le point le plus élevé des îles de Nouvelle-Sibérie.